# Genkō yōshi
Genkō yōshi (原稿用紙, "manoscritto") è un tipo di carta giapponese utilizzata per scrivere. Ha stampati tipicamente 200 o 400 quadrati per foglio, ogni quadrato è progettato per contenere un singolo kanji o segno di punteggiatura. Il genkō yōshi può essere usato con qualsiasi strumento di scrittura (matita, penna o pennello a inchiostro), con o senza shitajiki (下敷き, letteralmente "sotto il foglio").
Anche se in passato il genkō yōshi veniva usato per qualsiasi tipo di manoscritto: di questi tempi, nella maggior parte dei casi, il computer è il mezzo preferito. Comunque, genkō yōshi viene ancora utilizzato, specialmente dagli studenti.

Uso degli spazi nel genkō yōshi:
1. Tre spazi prima del titolo;
2. Uno spazio tra il cognome e il nome dell'autore; uno spazio sotto al nome;
3. Uno spazio vuoto prima di ogni paragrafo;
4. Due spazi vuoti sopra i sottotitoli, che devono essere, inoltre, circondati da due colonne vuote;
5. I segni di punteggiatura occupano un quadrato intero. Tuttavia, quando il carattere che li precede si trova in fondo alla colonna, essi devono essere disposti all'interno del quadrato dell'ultimo carattere.